# Сєдова Анастасія Миколаївна
Анастасія Миколаївна Сєдова (рос. Анастасия Николаевна Седова) — російська лижниця, олімпійська медалістка.
Бронзову олімпійську медаль Сєдова здобула на Пхьончханській олімпіаді 2018 року в естафеті 4х5 км.

## Виноски
1. 1 2 3  Olympedia — 2006.
2. ↑  Women's 4 × 5 kilometre relay results